# HU Большой Медведицы
HU Большой Медведицы (лат. HU Ursae Majoris) — двойная звезда в созвездии Большой Медведицы на расстоянии (вычисленном из значения параллакса) приблизительно 208 световых лет (около 64 парсеков) от Солнца. Видимая звёздная величина звезды — от +11,48m до +11,19m.

## Характеристики
Первый компонент — красный карлик, вращающаяся переменная звезда типа BY Дракона (BY:) спектрального класса M0V.